# Ambasada Rumunii przy Stolicy Apostolskiej
Ambasada Rumunii przy Stolicy Apostolskiej – misja dyplomatyczna Rumunii przy Stolicy Apostolskiej. Ambasada mieści się w Rzymie.
Ambasador Rumunii przy Stolicy Apostolskiej akredytowany jest również przy Zakonie Maltańskim.

## Historia
Stosunki dyplomatyczne pomiędzy Rumunią a Stolicą Apostolską nawiązano w 1920. 29 czerwca 1920 pierwszy rumuński poseł przy papieżu złożył listy uwierzytelniające. 4 lutego 1939 przedstawiciel Królestwa Rumunii pierwszy raz został mianowany w randzie ambasadora. Po objęciu władzy w Rumunii przez komunistów nastąpiło pogorszenie stosunków ze Stolicą Apostolską, czego wyrazem było mianowanie od 1946 szefów placówki w randzie chargé d’affaires a.i. Ambasada Rumunii przy Stolicy Apostolskiej została zlikwidowana po zerwaniu stosunki dyplomatycznych w 1950.
Rumunia i Stolica Apostolska ponownie nawiązały stosunki dyplomatyczne po obaleniu reżimu komunistycznego, 15 maja 1990. Pierwszy ambasador rumuński przy papieżu rozpoczął misję 8 czerwca 1993.

## Przedstawiciele Rumunii przy Stolicy Apostolskiej
w nawiasie data złożenia listów uwierzytelniających
- Dimitrie C. Pennescu (29 czerwca 1920) poseł nadzwyczajny i pełnomocny
- Caius S. Brediceanu (6 lipca 1929) poseł nadzwyczajny i pełnomocny
- Nicolae Petrescu-Comnen (8 kwietnia 1930) poseł nadzwyczajny i pełnomocny
- Aurel Ioan Vassiliu (20 lipca 1932) poseł nadzwyczajny i pełnomocny
- Nicolae Petrescu-Comnen (4 lutego 1939) ambasador nadzwyczajny i pełnomocny
- Vasile Grigorcea (15 listopada 1940) poseł nadzwyczajny i pełnomocny
- Dănilă Papp (1 sierpnia 1941) poseł nadzwyczajny i pełnomocny
- Vasile Grigorcea (30 października 1943) poseł nadzwyczajny i pełnomocny
- Nicolae Țimiraș (1 stycznia 1946) chargé d’affaires a.i.
- Teodor Solacolu (15 czerwca 1946) chargé d’affaires a.i.
- Bazil Șerban (10 stycznia 1948) chargé d’affaires a.i.
- ambasada nie istniała
- Gheorghe Pancrațiu Iuliu Gheorghiu (8 czerwca 1993) ambasador nadzwyczajny i pełnomocny
- Teodor Baconschi (27 października 1997) ambasador nadzwyczajny i pełnomocny
- Mihail Dobre (1 czerwca 2002) ambasador nadzwyczajny i pełnomocny
- Marius Gabriel Lazurca (20 stycznia 2007) ambasador nadzwyczajny i pełnomocny
- Bogdan Tătaru-Cazaban (21 października 2010) ambasador nadzwyczajny i pełnomocny
- Liviu-Petru Zăpîrțan (10 listopada 2016) ambasador nadzwyczajny i pełnomocny